# Pteronemobius albolineatus
Pteronemobius albolineatus är en insektsart som beskrevs av Lucien Chopard 1954. Pteronemobius albolineatus ingår i släktet Pteronemobius och familjen syrsor. Inga underarter finns listade i Catalogue of Life.